# Aleksandra Ogińska
Józefa Aleksandra z książąt Czartoryskich, primo voto księżna Sapieżyna, secundo voto księżna Ogińska (ur. 19 marca 1730, zm. 28 sierpnia 1798 w Siedlcach) – księżna, magnatka z rodu Czartoryskich, dama krzyża orderowego Zakonu Maltańskiego i dama Krzyża Gwiaździstego.
Była córką Fryderyka Michała Czartoryskiego i Eleonory Moniki Waldsteinówny. Miała dwie starsze siostry, Antoninę oraz Konstancję, a jej młodszy brat zmarł jako dziecko. Wyszła za mąż w 1748 r. za Michała Antoniego Sapiehę, a następnie rok po jego śmierci, w 1761 r. za hetmana wielkiego litewskiego Michała Ogińskiego. Po śmierci ojca odziedziczyła w 1775 r. miasto Siedlce z siedmioma przyległymi folwarkami. Wpłynęła na rozwój ekonomiczny i kulturowy miasta.
Pochowana w kaplicy pw. św. Krzyża.

## Drzewo Genealogiczne
- Mąż (1): Michał Antoni Sapieha (1711–1760) ślub w 1748 r.
- Mąż (2): Michał Kazimierz Ogiński (1730–1800) ślub w 1761 r.

| 4. Kazimierz Czartoryski (1674–1741)     |  |                                              |  |  |                                   |
|                                          |  | 2. Michał Fryderyk Czartoryski (1696-1775)   |  |  |                                   |
| 5. Izabela Elżbieta Morsztyn (1671-1758) |  |                                              |  |  |                                   |
|                                          |  |                                              |  |  | 1. Aleksandra Ogińska (1730-1798) |
| 6. Jan Antoni Waldstein                  |  |                                              |  |  |                                   |
|                                          |  | 3. Eleonora Monika Waldsteinówna (1710-1795) |  |  |                                   |
| 7. Anna Waldstein                        |  |                                              |  |  |                                   |
|                                          |  |                                              |  |  |                                   |